# Aaron Schneider
Aaron Schneider (Mossville, 26 luglio 1965) è un direttore della fotografia e regista statunitense.
Membro della American Society of Cinematographers (ASC) dal 1999, come direttore della fotografia ha lavorato per la serie televisiva Murder One e ha curato la fotografia di film come Il collezionista, Simon Birch e molti altri.
Nel 2003 dirige il cortometraggio Two Soldiers, che nel 2004 vince l'Oscar al miglior cortometraggio. Two Soldiers si basa sulla breve storia scritta da William Faulkner.
Nel 2009 realizza il suo primo lungometraggio intitolato Get Low, con protagonisti Robert Duvall, Bill Murray e Sissy Spacek uscito nelle sale statunitensi il 31 luglio 2010.

## Filmografia parziale

### Regista

#### Cinema
- Two Soldiers - cortometraggio (2003)
- The Funeral Party (Get Low; 2010)
- Greyhound - Il nemico invisibile (Greyhound; 2020)

#### Televisione
- Popular - serie TV, 1 episodio (2000)

### Direttore della fotografia
- Il collezionista (Kiss the Girls), regia di Gary Fleder (1997)
- Simon Birch, regia di Mark Steven Johnson (1998)